# Kim Rhodes
Kimberly "Kim" Rhodes (Portland, 7 de junho de 1969) é uma atriz, cantora e dançarina estadunidense.
Rhodes reside em Los Angeles com seu marido, o ator Travis Hodges. Ela se  casou em 11 de julho de 2006, e deu à luz uma menina, Tabitha Jane, em maio de 2008. Rhodes aparece na segunda gestação nos últimos episódios de Zack & Cody: Gêmeos em Ação por estar engordando, não participou da nova série dos gêmeos. Além de cantar, ela também dança.

## Filmografia
| Filmes                | Filmes                         | Filmes                          | Filmes |
| Ano                   | Filme                          | Personagem                      |        |
| --------------------- | ------------------------------ | ------------------------------- | ------ |
| 2001                  | In Pursuit                     | Ann Sutton                      |        |
| 2004                  | Christmas with the Kranks      | Office staff                    |        |
| 2008                  | Mostly Ghostly                 | Harriett Doyle                  |        |
| 2008                  | A Kiss at Midnight             | Maureen the Nun                 |        |
| 2011                  | Two for the Road               | Carey Martin                    |        |
| Televisão             |                                |                                 |        |
| Ano                   | Série/Filme                    | Personagem                      |        |
| 1996-1999             | Another World                  | Cynthia "Cindy" Brooke Harrison |        |
| 1999                  | On the Lot                     | Rachel Lipton                   |        |
| 2000-2001             | As the World Turns             | Cindy Harrison                  |        |
| 2005-2008             | The Suite Life of Zack & Cody  | Carey Martin                    |        |
| 2008-2009             | The Suite Life on Deck         | Carey Martin                    |        |
| 2009                  | Comcast Commercials            | Woman on trampoline             |        |
| 2009                  | House, M.D.                    | Woman at party                  |        |
| Participação Especial |                                |                                 |        |
| Ano                   | Filme/Serie                    | Personagem                      |        |
| 1999                  | Martial Law                    | Roxanne Cole                    |        |
| 2000                  | Star Trek: Voyager             | Ensign Lyndsay Ballard          |        |
| 2000                  | Stark Raving Mad               | Brooke                          |        |
| 2000                  | One World                      | Diane                           |        |
| 2001                  | Titus                          | Tiffany                         |        |
| 2001                  | The Invisible Man              | Eleanor Stark                   |        |
| 2002                  | Becker                         | Julie                           |        |
| 2002                  | Touched by an Angel            | Liz                             |        |
| 2002                  | Boomtown                       | Julia Sloan                     |        |
| 2002                  | Without a Trace                | Polly                           |        |
| 2004                  | CSI: Crime Scene Investigation | "Dead Ringer" Lydia Lopez       |        |
| 2008-2009             | The Suite Life on Deck         | Carey Martin                    |        |
| 2010-2021             | Supernatural                   | Sheriff Jody Mills              |        |